# Andrzej Wilczyński
Andrzej Wilczyński herbu Poraj (ur. ok. 1575, zm. 27 grudnia 1625) – polski duchowny rzymskokatolicki, biskup pomocniczy gnieźnieński, kanonik gnieźnieńskiej kapituły katedralnej, kanonik krakowski w 1605, opat komendatoryjny opactwa w Mogilnie.

## Życiorys
Pochodził z Wilczyna. Syn Jana herbu Poraj i Anny Smoszewskiej herbu Topór. Studiował w Krakowie i Rzymie. 13 października 1608 papież Paweł V prekonizował go biskupem pomocniczym archidiecezji gnieźnieńskiej oraz biskupem in partibus infidelium theodozjańskim. Przyjął sakrę biskupią z rąk arcybiskupa gnieźnieńskiego Wojciecha Baranowskiego 23 października 1608 w archikatedrze gnieźnieńskiej. 
Z woli króla Zygmunta III Wazy został w 1609 roku administratorem mogileńskiego klasztoru, a w 1612 roku rzeczywistym opatem komendatoryjnym. Od tamtego czasu mieszkał głównie w Mogilnie. Oprócz władzy w klasztorze, funkcja opata przekładała się również na sprawy miasta. To dzięki bp Andrzejowi po pożarze miasta w 1608 roku, Mogilno otrzymało nowe przywileje miejskie. Na prośbę mieszkańców bp Andrzej nakazał odbudowę ratusza w Mogilnie wraz z przylegającymi zakładami przemysłowymi oraz wybrane domy miejskie. Nakazał utrzymywać w dobrym stanie ulice oraz dbać o meliorację rzeki Mogilnicy. Określił wybór burmistrza, wójta, ławników i rajców oraz określił system sądowniczy w mieście. Bp Andrzej nie złożył ślubów zakonnych jako benedyktyn, na bieżąco jednak interesował się sprawami klasztoru i starał się wychodzić naprzeciw wszystkim oczekiwaniom, pamiętając zarazem o sprawach archidiecezji gnieźnieńskiej. Za czasów biskupa Andrzeja w archikatedrze gnieźnieńskiej uświetniono Msze święte z udziałem biskupa pomocniczego, zarządzając , aby podczas Mszy św. sprawowanej przez biskupa sufragana asystowało mu zawsze czterech wikariuszy (diakon, subdiakon i dwóch insygniarzy). Trzykrotnie w 1611, 1620 i 1622 roku zasiadał jako prezydent na Trybunale Koronnym, dzięki czemu zjednał sobie w ojczyźnie opinię biegłego prawnika i sprawiedliwego sędziego. Z wielkim zaangażowaniem realizował swoje obowiązki i zawsze odpowiadał pozytywnie na prośby kapituły. Raz tylko, w przypadku śmierci swego brata, stojąc przed potrzebą uregulowania kwestii majątkowych i zapewnienia opieki pozostawionym bratankom, musiał odmówić kapitule na skierowaną prośbę. Biskup Andrzej nie przekładał jednak rodzinnych spraw nad obowiązki kościelne. Gdy w 1622 roku proszono go o opiekę nad dziećmi Mikołaja Mielińskiego zrzekł się jej ze względu na liczne obowiązki. Po wielkim pożarze jaki strawił Gniezno w 1619 roku bp Andrzej hojnie wspierał prace w odbudowie miasta. Konsekrował liczne kościoły m. in. w Gołuchowie, Miasteczku Krajeńskim i rodzinnym Wilczynie w dniu 8 listopada 1620 roku, który powstał dzięki jego przodkowi Mikołajowi Wilczyńskiemu.
Zmarł 27 grudnia 1625 roku i został pochowany w klasztorze Mogilnie.